# Jacobs (Wisconsin)
Jacobs es un pueblo ubicado en el condado de Ashland en el estado estadounidense de Wisconsin. En el Censo de 2010 tenía una población de 722 habitantes y una densidad poblacional de 5,42 personas por km².

## Geografía
Jacobs se encuentra ubicado en las coordenadas 46°10′2″N 90°31′3″O / 46.16722, -90.51750. Según la Oficina del Censo de los Estados Unidos, Jacobs tiene una superficie total de 133.09 km², de la cual 132.26 km² corresponden a tierra firme y (0.62%) 0.83 km² es agua.

## Demografía
Según el censo de 2010, había 722 personas residiendo en Jacobs. La densidad de población era de 5,42 hab./km². De los 722 habitantes, Jacobs estaba compuesto por el 98.06% blancos, el 0% eran afroamericanos, el 0.97% eran amerindios, el 0.42% eran asiáticos, el 0% eran isleños del Pacífico, el 0% eran de otras razas y el 0.55% pertenecían a dos o más razas. Del total de la población el 0.28% eran hispanos o latinos de cualquier raza.